# Hemmige, Alur
Hemmige là một làng thuộc tehsil Alur, huyện Hassan, bang Karnataka, Ấn Độ.